# Valette, Cantal
Valette är en kommun i departementet Cantal i regionen Auvergne-Rhône-Alpes i mitten av Frankrike. Kommunen ligger  i kantonen Riom-ès-Montagnes som ligger i arrondissementet Mauriac. År 2022 hade Valette 237 invånare.

## Befolkningsutveckling
Antalet invånare i kommunen Valette
Referens:INSEE